# Бела Карпати
Бела Карпати (мађ. Kárpáti Béla; Фелшегала, 30. септембар 1929 — Будимпешта, 31. децембар 2003) је био мађарски интернационални фудбалер, играо је на позицији одбрамбеног играча, играо је за ФК Ђер и ФК Вашаш, као и 19 утакмица за фудбалску репрезентацију Мађарске између 1953. и 1958. године. Био је члан репрезентације на светским првенствима 1954. и  1958. године.

## Каријера

### Клубови
Фудбал је почео да игра у ФК Фелсегала и тамо је играо до 1946. године. Након тога је прешао у Ђер, где је убрзо дебитовао у првој постави. Његов најбољи резултат било је шесто место на првенствима 1952. и 1953. године. Године 1956. Лајош Бароти га је потписао за Вашаша, који је већ био његов тренер у ЕТО. Вашаш је постао троструки шампион и двоструки освајач Централноевропског купа. Из активног спорта Карпати се повукао 1964. године.

### Репрезентација
Између 1953. и 1958. године наступио је 19 пута у репрезентацији Мађарске. Био је члан тима који је учествовао на Светском првенству 1954. у Швајцарској, али није играо, па није добио сребрну медаљу. Био је члан тима и на следећем Светском првенству у Шведској 1958. године, али није добио прилику да игра ни на овом турниру.

## Остварења
- НБ I:  
  - шампион: 1957., 1960/61, 61/62.
- Куп Европских шампиона (BEK)
  - полуфинале: 1957/58.
- Митропа куп
  - шампион: 1956, 1957
  - финалиста: 1963
- Одличан радник машинске индустрије (1956)[2]
- Изванредан спортиста Мађарске Народне Републике (1956)[3]